# Орлов-Дол
Орлов-Дол (болг. Орлов дол) — село в Болгарии. Находится в Хасковской области, входит в общину Тополовград. Население составляет 489 человек.

## Политическая ситуация
В местном кметстве Орлов-Дол, в состав которого входит Орлов-Дол, должность кмета (старосты) исполняет Красимир Андронов Костов (коалиция в составе 2 партий: Болгарская социалистическая партия (БСП), Болгарская социал-демократия (БСД)) по результатам выборов правления кметства.
Кмет (мэр) общины Тополовград — Евтимия Петрова Карачолова (Зелёные) по результатам выборов в правление общины.